# Prins Albert (schip, 1937)

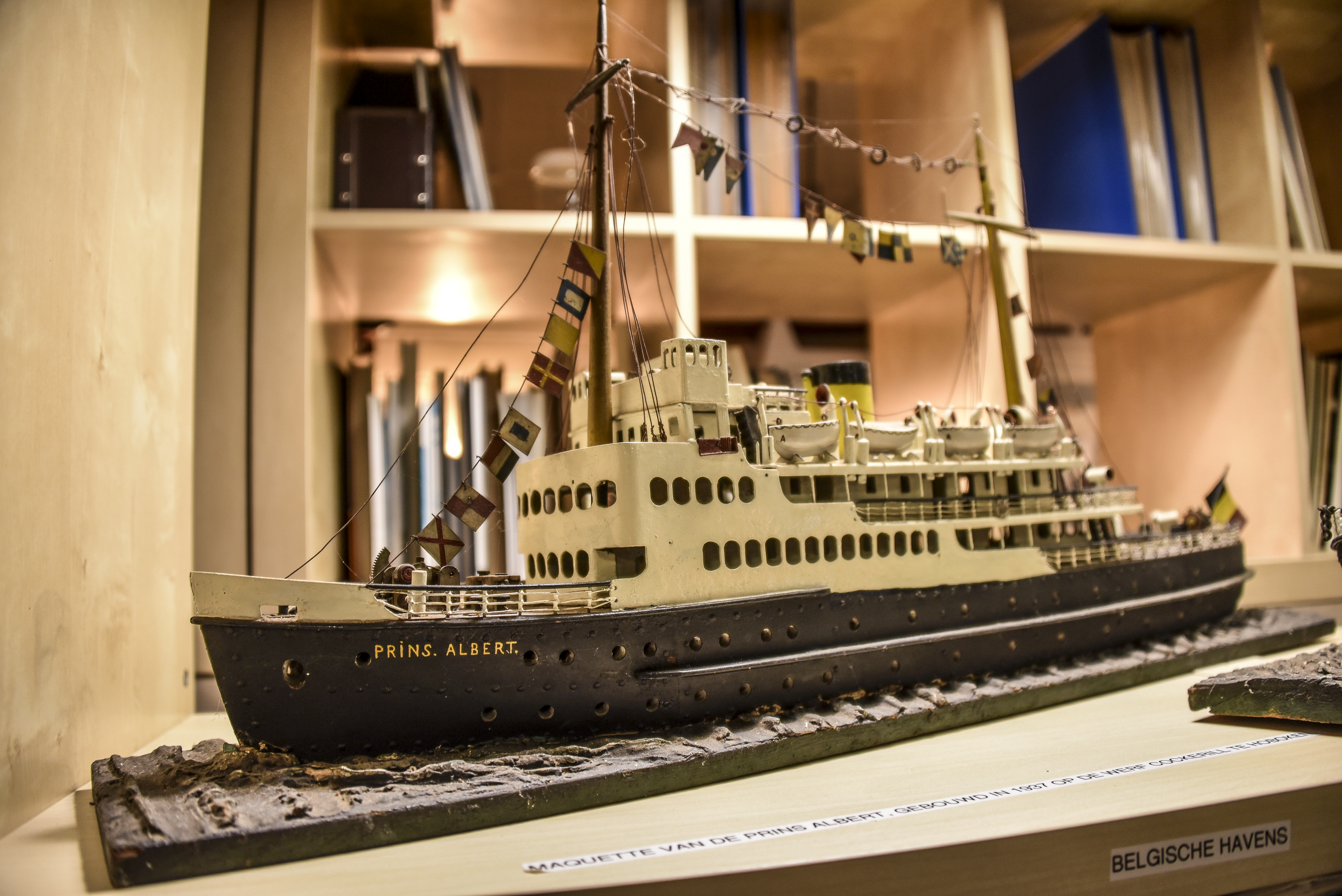
Model van de Prins Albert op het museumschip Tordino

De pakketboot Prins Albert was een Belgische mailboot, gebouwd op de Cockerill Yards te Hoboken, Antwerpen. Ze werd gebouwd in 1937 en deed dienst op de Oostende-Doverlijn.
Het passagier- en overzetschip werd genoemd en gedoopt naar de Belgische prins Albert, die toen 3 jaar was. Hij zal later koning van België worden onder de naam koning Albert II van België.
Het schip was al modern gelijnd voor die tijd en had één schoorsteen, met de traditionele beige kleuren, met bovenkant zwart omrand. Het had twee masten en bezat aan elke zijde vier reddingsboten. Vóór de Duitse inval in mei 1940, vluchtten de Belgische mailboten naar Groot-Brittannië waar ze later werden ingezet tot troepen- en transportschepen voor de geallieerden.
- Lengte: 113,60 m
- Breedte: 14,95 m
- Diepgang: 3,75 m

## Geschiedenis
- 23.04.1937 Stapelloop.
- 04.10.1937 Maidentrip Oostende-Dover.
- 19.05.1940 Aankomst in Southampton met vluchtelingen.
- 06.1940 Als troepentransportschip van Southampton naar Cherbourg-Brest-St Malo.
- 1941 Omgebouwd tot LSI (Infantry Landing Ship) en herdoopt tot HMS Prins Albert.
- 16.12.1941 Deelname aan operation Anklet (raid op de Lofoten).
- 1942 Deelname aan operations Biting en Bristle (raids op de Franse kust) en Jubilee (raid op Dieppe).
- 1943 Deelname aan operations Husky en Avalanche (landingen op Sicilië en Salerno).
- 1944 Deelname aan operations Neptune (landingen in Normandië) en Dragoon (landingen in Zuid-Frankrijk).
- 1945 Deelname aan operations Dracula en Zipper (landingen in Birma en Maleisië).
- 28.04.1946 Overdracht aan Belgische staat.
- 07.1947 - 1968 Vaart tussen Oostende-Dover/Folkestone.
- 05.1970 Verkocht als schroot aan Van Heyghem frs. en gesloopt.